# Рубијера
Рубијера (итал. Rubiera) је насеље у Италији у округу Ређо Емилија, региону Емилија-Ромања.
Према процени из 2011. у насељу је живело 12001 становника. Насеље се налази на надморској висини од 53 м.

## Становништво
Према резултатима пописа становништва 2011. у општини је живело 14.421 становника.
| 1931. | 1936. | 1951. | 1961. | 1971. | 1981. | 1991. | 2001.  | 2011.  |
| ----- | ----- | ----- | ----- | ----- | ----- | ----- | ------ | ------ |
| 6.132 | 6.325 | 6.879 | 7.036 | 9.264 | 9.785 | 9.654 | 11.458 | 14.421 |

## Партнерски градови
- Győrújbarát
- Győrújbarát